# ديمقراطية راديكالية

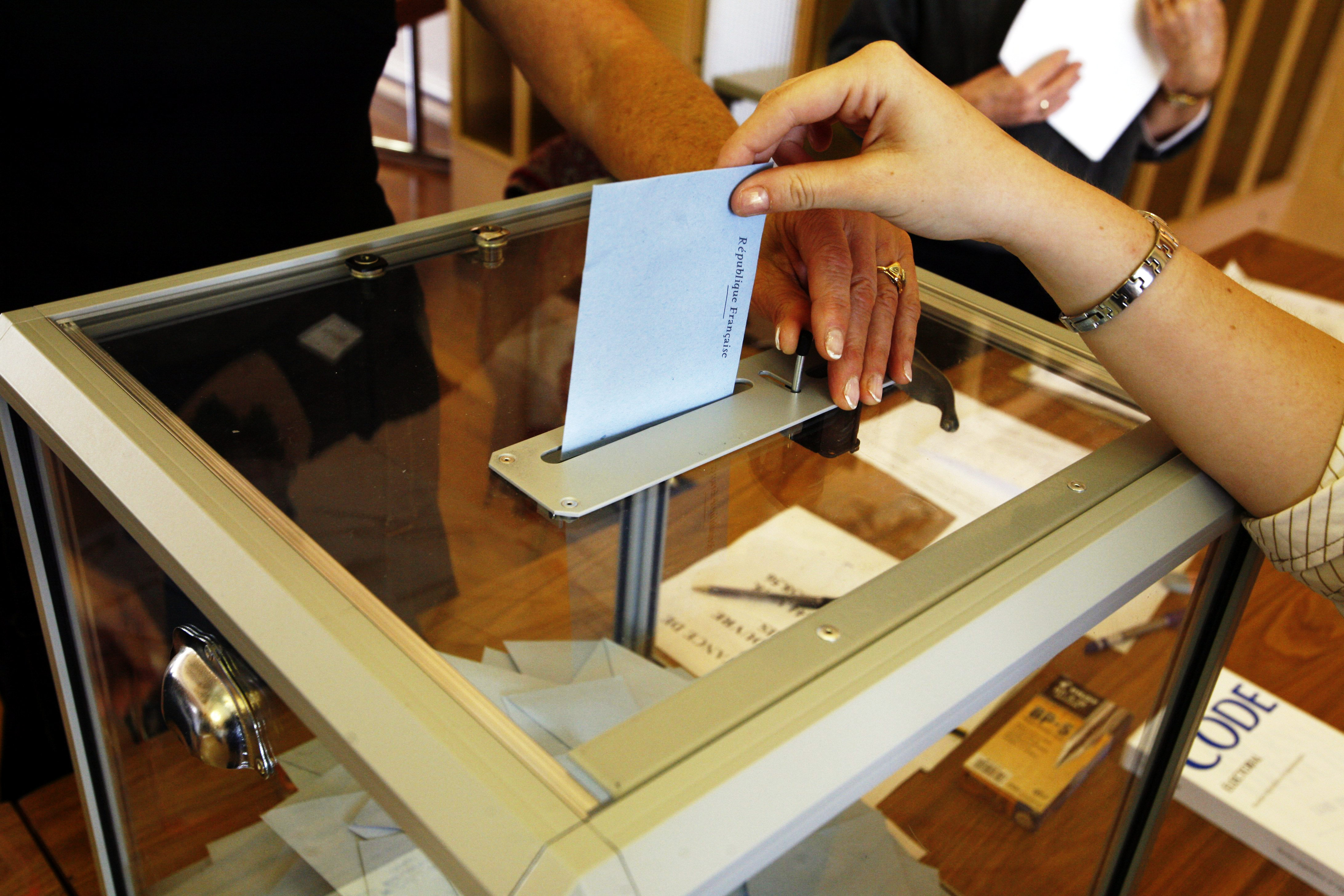

يمكن تعريف الديمقراطية الراديكالية بأنها «نوع من الديمقراطية التي تشير إلى اهتمام مستمر بالامتداد الراديكالي للمساواة والحرية». تهتم الديمقراطية الراديكالية بالامتداد الجذري للمساواة والحرية. هناك ميزة أخرى تكمن في كون الديمقراطية عملية غير منتهية وغير شاملة ومستمرة وانعكاسية.

## النظريات
هناك ثلاثة فروع متميزة ضمن الديمقراطية الراديكالية كما يوضح لينكولن دالبرغ. يمكن وصف هذه الخواص بأنها متداولة وناهضة واستقلالية.
الجانب الأول والأكثر شهرة للديمقراطية الراديكالية هو المنظور الناضج المرتبط بعمل لاكلو وموف. عبّر كل من إرنستولاكلو وشانتال موف عن الديمقراطية الراديكالية في كتابهما الهيمنة والاستراتيجية الاشتراكية: نحو سياسة ديمقراطية جذرية، الذي كتباه عام 1985. جادلا بأن الحركات الاجتماعية التي حاولت خلق التغيير الاجتماعي والسياسي تحتاج إلى إستراتيجية تتحدى مفاهيم الديمقراطية الليبرالية الجديدة والمحافظين الجدد. تهدف هذه الاستراتيجية إلى توسيع التعريف الليبرالي للديمقراطية القائم على الحرية والمساواة لتشمل الاختلاف.
تعني «الديمقراطية الراديكالية» بحسب ما جاء به لاكلو وموف «جذر الديمقراطية». يزعم كل من لاكلو وموف أن الديمقراطية الليبرالية والديمقراطية التداولية وخلال محاولاتهما لبناء القرار بالإجماع، قمعتا الآراء المختلفة والأعراق والطبقات والأجناس ووجهات النظر العالمية. هناك العديد من الاختلافات (التعددية) التي تقاوم القرار بالإجماع في العالم، في بلد ما وفي حركة اجتماعية ما. لا تقبل الديمقراطية الراديكالية الاختلاف والمعارضة والتناقضات فحسب، بل تعتمد عليها أيضًا. يجادل لاكلاو وموف بوجود علاقات قوة قمعية في المجتمع وبوجوب أن تكون هذه العلاقات القمعية مرئية ووجوب إعادة التفاوض بشأنها وتغييرها. يمكن لعلاقات القوة القمعية الموجودة في المجتمعات الوصول إلى الصدارة حتى يمكن الطعن فيها، من خلال بناء الديمقراطية حول الاختلاف والمعارضة.
يرتبط الجزء الثاني، التداولي، في الغالب بعمل يورغن هابرماس. يعارض هذا النوع من الديمقراطية الراديكالية المنظور النادر لكل من لاكلو وموف. يقول هابرماس إن المشاكل السياسية المحيطة بتنظيم الحياة يمكن حلها عن طريق التداول، وهذا يعني اجتماع الناس وتداولهم حول أفضل حل ممكن. يتناقض هذا النوع من الديمقراطية الراديكالية مع المنظور الناضج القائم على القرار بالإجماع والوسائل التواصلية: هناك عملية انعكاسية للوصول إلى أفضل حل. المساواة والحرية هي أصل نظرية هابرماس التداولية. يمكن إنشاء المداولات من خلال مؤسسات يمكنها ضمان المشاركة الحرة والمتساوية للجميع. يدرك هابرماس حقيقة أن الثقافات المختلفة ووجهات نظر العالم والأخلاق يمكن أن تؤدي إلى صعوبات في العملية التداولية. ويجادل أيضًا بأنه وعلى الرغم من هذه الحقيقة، يمكن للسبب التواصلي أن يخلق جسرًا بين الآراء والمصالح المتعارضة.
ترتبط الخطوة الثالثة للديمقراطية الراديكالية بالأفكار الشيوعية اليسارية وما بعد الماركسية. يكمن الفرق بين هذا النوع من الديمقراطية الراديكالية والمذكورتين سابقًا في التركيز على «المجتمع». يُنظر إلى المجتمع على أنه القوة المشكلة النقية بدلًا من الأفراد العقلانيين أو المجموعات الناهضة كما في الحالتين السابقتين. يشبه المجتمع «جمهورًا عديدًا» (من الناس) بدلًا من الطبقة العاملة في النظرية الماركسية التقليدية. تعد هذه التعددية القوة النقية وتتحقق هذه القوة من خلال البحث وخلق تفاهمات متبادلة داخل المجتمع. تتحدى هذه السلسلة من الديمقراطية الراديكالية التفكير التقليدي حول المساواة والحرية في الديمقراطيات الليبرالية من خلال القول إن المساواة الفردية يمكن العثور عليها في التفرد ضمن الجمهور، إذ تنشأ المساواة بشكل عام من خلال جمهور يشمل الجميع وتنشأ الحرية من خلال استعادة هذا الجمهور بقوته النقية المتشكلة. يُستخدم مصطلح الديمقراطية الراديكالية في الغالب للإشارة إلى المنظور ما بعد الماركسي للراديكالية الإيطالية، على سبيل المثال باولو فيرنو.